# Kanton Firminy
Der Kanton Firminy ist seit 1901 ein französischer Kanton im Arrondissement Saint-Étienne im Département Loire der  Region Auvergne-Rhône-Alpes. Hauptort ist Firminy.

## Gemeinden
Der Kanton besteht aus fünf Gemeinden mit insgesamt 31.118 Einwohnern (Stand: 2022) auf einer Gesamtfläche von 32,08 km²: 
| Gemeinde                | Einwohner 1. Januar 2022 | Fläche km² | Dichte Einw./km² | Code INSEE | Postleitzahl |
| ----------------------- | ------------------------ | ---------- | ---------------- | ---------- | ------------ |
| Caloire                 | 322                      | 4,70       | 69               | 42031      | 42240        |
| Firminy                 | 17.128                   | 10,45      | 1.639            | 42095      | 42700        |
| Fraisses                | 3.825                    | 4,63       | 826              | 42099      | 42490        |
| Saint-Paul-en-Cornillon | 1.348                    | 3,72       | 362              | 42270      | 42240        |
| Unieux                  | 8.495                    | 8,58       | 990              | 42316      | 42240        |
| Kanton Firminy          | 31.118                   | 32,08      | 970              | 4206       | –            |